# HTC Vive
HTC Vive （エイチ・ティー・シー・ヴァイブ）は、HTCとValve Corporationにより共同開発されたバーチャル・リアリティヘッドセット（VRヘッドセット）のブランド名である。

## 概要
HTC Viveは2016年4月5日に発売されたVRヘッドセットである。
既存のVRヘッドセットとは異なりセンサーにより部屋そのものを3D空間へと取り込むルームスケールを目指して開発され、周囲を歩き回ったり、手の動きを表現可能なコントローラーによりオブジェクトを操作したりするなど、ユーザーが自然に仮想世界を体験できる、没入感を高めた経験を提供できるとされている。
HTC Viveの存在は2015年3月のモバイルワールドコングレスのHTCのキーノートで明らかにされた。HTC Viveは2016年のCESにおいてbest of CESを含む22の賞を獲得した。
2019年4月前後からV2版が出回っている。重量が15%程軽量化され、箱の梱包がより簡素化された。
同年10月11日からはベースステーションが不要となった後継製品のHTC Vive Cosmosが発売された。

### 製品ラインナップ

#### PC接続型
- Vive(初代)（2016年）
- Vive Cosmos（2019年）
- Vive Cosmos Elite（2020年）

#### PC接続型（ハイエンドモデル）
- Vive Pro（2018年）
- Vive Pro Eye（2019年）
- Vive Pro 2（2021年）

#### スタンドアロン型
- Vive Focus（2018年）
- Vive Focus Plus（2019年）
- Vive Focus 3（2021年）
- Vive Focus Vision（2024年）

#### スタンドアロン型（グラス型）
- Vive Flow（2021年）
- Vive XR Elite（2023年）

## 開発
ValveによるVRシステムのプロトタイプが公開されたのは2014年のことである。2015年2月23日、ValveはGame Developers Conferenceにおいて"SteamVR hardware system"を公表した。 HTCがこの製品を公式に発表したのは、2015年3月1日のモバイルワールドコングレスにおける同社のキーノートにおいてであった。 事前予約は2016年2月29日の10:00 (EST) より開始された。 ValveとHTCは、同社が認めた開発者にはViveを無料で提供することをアナウンスした。
2016年のコンシューマー・エレクトロニクス・ショーでは、HTCとValveは製品版に近いHTC Vive Preと呼ばれるリヴィジョンのハードウェアを公開した。
SteamVRは、Unityに対してネイティブサポートを進めている。

## 技術的特徴

### ディスプレイ
リフレッシュレート90 Hzで、解像度が1080x1200のディスプレイを両目用に2枚備えている。
視野角は約110度である。

### トラッキング
HTC Viveは、外部のセンサーを用いるアウトサイドインと呼ばれる方式でトラッキングを行っている。トラッキングシステムはValve Corporationによって開発されたLighthouse規格に基づいており、使用する際はベースステーションと呼ばれるセンサーを設置する必要がある。
ViveはMEMSジャイロスコープや加速度計、レーザーポジションセンサーなど70以上のセンサーを装備しており、2基のLighthouseベースステーションを用いれば、15 x 15フィート (4.6 x 4.6 m) の範囲のユーザーの動きをサブミリレベルの正確さで捉えることができる。 LighthouseシステムはAlan Yatesにより設計されたもので、単純な光検出器を用いているが、2基のベースステーションから検知を行うことで精密な動作を実現している。

### フロントカメラ
ヘッドセット前面に取りつけられたカメラは、ソフトウェアに現実の部屋の物体を検知させるもので、"Chaperone"セーフティーシステムの一部として、これによりユーザーの衝突を防ぐなどの安全管理を行っている。

### コントローラ
トラッキングエリア内で動き回ってもしっかりと追従できるよう、多数のセンサが搭載されている。基本的にはコントローラーを握るように持ち、各指でボタンを押すことで操作する。

### 周辺機器
2017年モーショントラッキング機器である「VIVE Tracker」の発売、「VIVE Deluxe Audio Strap」の発売を発売するなど、周辺機器も増強。2017年末にはベースステーションのアップデートが行われ、低コスト・高性能化されている。

### 必要動作環境
- GPU: NVIDIA GeForce® GTX 970 / AMD Radeon™ R9 290 の同等品またはそれ以上
- CPU: Intel i5-4590 / AMD FX 8350 の同等品以上
- メモリ: 4GB 以上
- 映像出力: HDMI 1.4 または DisplayPort 1.2 以降
- USBポート: 1x USB 2.0 以上
- OS: Windows® 7 SP1、Windows® 8.1 以降、Windows® 10[18]

## ゲーム
2016年2月29日の事前予約開始時点で、107本のゲームがVR対応を果たしている。

## 医療用途
日本国内でPMDA（医薬品医療機器総合機構）から医療機器として正式に認められている製品として、姿勢バランスと認知処理能力の改善を目的とした「mediVR カグラ」が存在する
。
また人工関節の手術を行った患者向けにHTC Viveを利用してリハビリ支援を行う取り組みがあったが現在はプロジェクト自体が中止になったと思われる。